# Segrestant d'àcids biliars
Els segrestants d'àcids biliars són un grup de resines que s'utilitzen per unir-se a certs components de la bilis al tracte gastrointestinal. Alteren la circulació enterohepàtica dels àcids biliars combinant-se amb els constituents de la bilis i impedint la seva reabsorció de l'intestí. En general, es classifiquen com a agents hipolipemiants, tot i que es poden utilitzar pel tractament de la diarrea crònica a causa de la malabsorció d'àcids biliars.

## Exemples
A Espanya només està comercialitzada la colestiramina: Efensol, Resincolestiramina.